# Polskowola (gromada)
Polskowola – dawna gromada, czyli najmniejsza jednostka podziału terytorialnego Polskiej Rzeczypospolitej Ludowej w latach 1954–1972.
Gromady, z gromadzkimi radami narodowymi (GRN) jako organami władzy najniższego stopnia na wsi, funkcjonowały od reformy reorganizującej administrację wiejską przeprowadzonej jesienią 1954 do momentu ich zniesienia z dniem 1 stycznia 1973, tym samym wypierając organizację gminną w latach 1954–1972.
Gromadę Polskowola z siedzibą GRN w Polskowoli utworzono – jako jedną z 8759 gromad na obszarze Polski – w powiecie radzyńskim w woj. lubelskim na mocy uchwały nr 15 WRN w Lublinie z dnia 5 października 1954. W skład jednostki wszedł obszar dotychczasowej gromady Polskowola ze zniesionej gminy Kąkolewnica w tymże powiecie. Dla gromady ustalono 11 członków gromadzkiej rady narodowej.
1 stycznia 1962 gromadę zniesiono, włączając jej obszar do gromady Kąkolewnica Wschodnia w tymże powiecie.